# فيليب هوفمان (متركمج)
فيليب هوفمان (بالإنجليزية: Philip Hoffman)‏ هو متركمج أمريكي، ولد في 24 يناير 1930، وتوفي في 10 نوفمبر 2010.

## وصلات خارجية
- فيليب هوفمان على موقع EncyclopediaOfSurfing.com (الإنجليزية)